# Argyreuptychia lesbia
Argyreuptychia lesbia är en fjärilsart som beskrevs av Otto Staudinger 1888. Argyreuptychia lesbia ingår i släktet Argyreuptychia och familjen praktfjärilar. Inga underarter finns listade i Catalogue of Life.